# Massimo Giustetti
Massimo Giustetti (Riva di Pinerolo, 28 febbraio 1926 – Biella, 4 dicembre 2012) è stato un vescovo cattolico italiano.

## Biografia
Nacque a Riva di Pinerolo il 28 febbraio 1926. Conseguì la laurea in teologia.
Il 29 giugno 1950 fu ordinato presbitero per la diocesi di Pinerolo. Ricoprì incarichi nell'Azione Cattolica sia nella sua diocesi sia a livello nazionale. Nel 1968 divenne provicario generale della diocesi e vicedirettore dell'Istituto piemontese di teologia pastorale. Nel 1971 fu nominato vicario episcopale per l'ecumenismo.
Il 1º luglio 1972 papa Paolo VI lo nominò amministratore apostolico della diocesi di Pinerolo e vescovo titolare di Celene. Fu consacrato vescovo il 27 agosto dello stesso anno nel duomo di Pinerolo dal cardinale Michele Pellegrino, arcivescovo di Torino, co-consacranti Albino Mensa, arcivescovo di Vercelli e Bartolomeo Santo Quadri, vescovo ausiliare di Pinerolo, cui succedeva nell'amministrazione apostolica.
Il 21 marzo 1974 fu nominato vescovo di Pinerolo, ma già il 17 dicembre 1975 fu trasferito alla diocesi di Mondovì.
Il 3 dicembre 1986 papa Giovanni Paolo II lo nominò vescovo di Biella, succedendo a Vittorio Piola.
Ebbe un atteggiamento di accoglienza per il monastero di Bose, che, in accordo con il cardinale Michele Pellegrino, considerò parte della sua diocesi.

Il 16 luglio 1989 ricevette la visita al santuario d'Oropa di papa Giovanni Paolo II.
Fece restaurare la cripta del battistero romanico di Biella.
Dopo essersi dimesso al raggiungimento dei 75 anni di età, scelse di restare a vivere nella diocesi di Biella.
Negli ultimi anni si ritirò presso la casa canonica di Muzzano, dove fu colpito da emorragia cerebrale. Morì a Biella il 4 dicembre 2012 ed è sepolto nel sepolcreto dei Vescovi nella Cattedrale di Biella.

## Opere
Fu autore di libri di spiritualità con solido fondamento biblico.
- Il dialogo della salvezza: la nostra vita nella storia della salvezza : per la riflessione personale e comunitaria, Esperienze, 1975.
- È il Signore! Conoscere, pregare e vivere Cristo, Elle Di Ci, 1976.
- Perché, credendo, abbiate la vita, Milano, Àncora, 1977.
- Comunità cristiane e comunione ecclesiale, Elle Di Ci, 1979.
- Apriamo le porte al Redentore, Elle Di Ci, 1983.
- Vescovo per voi, cristiano con voi, Effatà, 2016, ISBN 9788869291081.

## Genealogia episcopale
La genealogia episcopale è:
- Cardinale Scipione Rebiba
- Cardinale Giulio Antonio Santori
- Cardinale Girolamo Bernerio, O.P.
- Arcivescovo Galeazzo Sanvitale
- Cardinale Ludovico Ludovisi
- Cardinale Luigi Caetani
- Cardinale Ulderico Carpegna
- Cardinale Paluzzo Paluzzi Altieri degli Albertoni
- Papa Benedetto XIII
- Papa Benedetto XIV
- Cardinale Enrico Enriquez
- Arcivescovo Manuel Quintano Bonifaz
- Cardinale Buenaventura Córdoba Espinosa de la Cerda
- Cardinale Giuseppe Maria Doria Pamphilj
- Papa Pio VIII
- Papa Pio IX
- Cardinale Gustav Adolf von Hohenlohe-Schillingsfürst
- Arcivescovo Salvatore Magnasco
- Cardinale Gaetano Alimonda
- Cardinale Agostino Richelmy
- Vescovo Giuseppe Castelli
- Vescovo Sebastiano Briacca
- Arcivescovo Giovanni Francesco Dadone
- Cardinale Michele Pellegrino
- Vescovo Massimo Giustetti